# Lambda Virginis
λ Virginis o Khambalia, dalla lingua copta "artiglio ricurvo" (100 Virginis, λ Vir / λ Virginis / Lambda Virginis) è una stella bianca di sequenza principale nella costellazione della Vergine, di magnitudine apparente pari a circa 4,52.
È distante circa 187 anni luce dalla Terra.
La stella è una binaria spettroscopica con la peculiarità entrambe le stelle sono molto simili in metallicità, anche se la componente principale presenta linee molto più nette della compagna.
Mediante il telescopio array a infrarossi (IOTA), si sono ben determinati, con sufficiente precisione, sia i parametri orbitali di entrambe le componenti, e dunque le relative proprietà fisiche.

## Parametri fisici
Le rispettive masse delle due stelle risultano essere 1.897 e 1.721 M⊙ (Con relativi errori dello 0,7% e 1,5%), mentre la temperatura media superficiale risulta essere, per entrambe le componenti, all'incirca pari ad 8280 ± 200 K. 
La metallicità per entrambi gli astri risulta essere all'incirca Z = 0,0097 e un'età di 935 Milioni di anni.
Mediante lo studio della linee spettrali e l'evoluzione di λ Vir, si sono trovate alcune anomalie chimiche che non chiariscono completamente la classe spettrale del sistema binario: per l'abbondanza delle linee del Magnesio, Ferro e metalli rari si tende a classificare il sistema con la classe spettrale A2m.

## Parametri orbitali
λ Virginis Si muove nella nostra Galassia alla velocità relativa rispetto al Sole di 11,4 km/s, e la sua orbita intorno al centro galattico presenta una eccentricità del 19%, poco maggiore di quella del Sole, pari a 16%, ma con una anomalia molto minore (6,7% contro 26%), anche se la conformazione orbitale è molto simile.

## Occultazioni
Per la sua posizione prossima all'eclittica, è talvolta soggetta ad occultazioni da parte della Luna e, più raramente, dei pianeti, generalmente quelli interni.
La ultima occultazione lunare si è verificata il 19 marzo 2014.